# Nikita Kuzmin

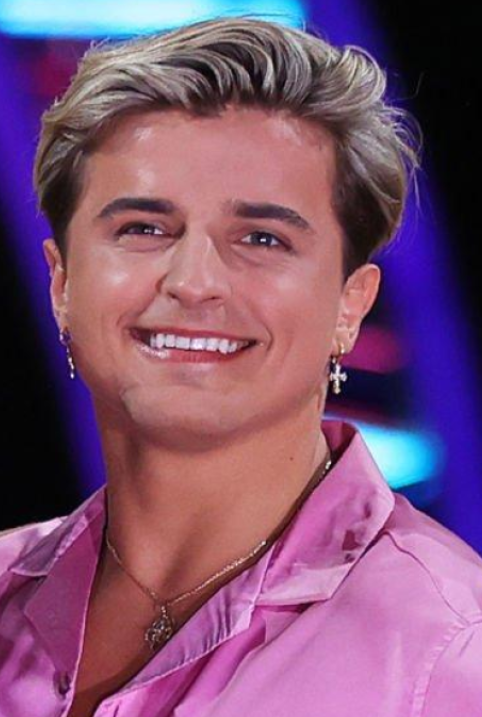
Nikita Kuzmin

Nikita Kuzmin (* 23. Dezember 1997 in Kiew) ist ein ukrainischer Tänzer.

## Leben
Nikita Kuzmin übersiedelte im Alter von neun Jahren mit seiner Familie nach Italien, da seine Eltern dort die Tanzkarriere seiner Schwester fördern wollten. Schon im Alter von vier Jahren zeigte Kuzmin Interesse für das Tanzen und tanzte in jüngeren Jahren regelmäßig mit seiner Schwester Anastasia, die später als Profitänzerin bei der italienischen Version von Let's Dance zu sehen war. Seine Tanzpartnerin war dann bis zu seinem 18. Lebensjahr Arianna Favaro, mit der er gemeinsam bei Wettkämpfen antrat. Im Alter von 18 Jahren beendete er die Zusammenarbeit mit Favaro und setzte anschließend in Deutschland seine Laufbahn mit seiner neuen Tanzpartnerin Nicole Wirt fort.
Kuzmin siegte u. a. beim WDSF DanceComp (Kategorie Under 21). Beim German Closed erreichte er zweimal das Viertelfinale, beim WDSF North European Champ Adult Latin das Halbfinale. Sein Schwerpunkt liegt auf den Lateinamerikanischen Tänzen.
Im Jahr 2020 war Kuzmin Profitänzer in der 13. Staffel von Let’s Dance. Mit der Rapperin Sabrina Setlur kam er auf den 13. Platz. 2021 war er Profitänzer beim britischen Strictly Come Dancing und erreichte mit Tilly Ramsay den sechsten Platz. Im Jahr 2024 nahm er an der 23. Staffel der britischen Version von Celebrity Big Brother teil und belegte den 2. Platz.

## Website
- Informationen über Nikita Kuzmin auf DancesportInfo.net
- Informationen über Nikita Kuzmin auf worlddancesport.org (englisch)